# Christopher Hache
 (mai 2013).
Si vous disposez d'ouvrages ou d'articles de référence ou si vous connaissez des sites web de qualité traitant du thème abordé ici, merci de compléter l'article en donnant les références utiles à sa vérifiabilité et en les liant à la section « Notes et références ».
Christopher Hache (né le 14 décembre 1981 au Chesnay) est un chef cuisinier français. Il était, jusqu'en janvier 2019, le chef exécutif de l'Hôtel de Crillon à Paris.

## Parcours
Son père est cuisiner et il fait ses études au lycée Auguste Escoffier[précision nécessaire].
Christopher Hache fait ses débuts en 2003 chez Lucas-Carton, avec Alain Senderens (alors trois étoiles au Guide Michelin).
De 2006 à 2009, il rejoint Le Bristol aux côtés d'Éric Fréchon (deux puis trois étoiles au Guide Michelin). Il avait auparavant travaillé aux côtés d'Éric Briffard (deux étoiles au Guide Michelin).
En 2009, il devient chef adjoint du restaurant La Grande Cascade.
Il devient, en janvier 2010, chef des cuisines du restaurant Les Ambassadeurs de l'Hôtel de Crillon à Paris, après le départ en juillet 2009 de Jean-François Piège. En 2011, le restaurant décroche une nouvelle étoile au Guide Michelin.
Durant la rénovation de l’Hôtel de Crillon de 2013 à 2017, Christopher Hache réalise de nombreux voyages. En 2018, le restaurant L'Ecrin, du Crillon, obtient une étoile au Guide Michelin.
Fin  2019, il quitte l'Hôtel de Crillon pour ouvrir son propre restaurant en Provence, à Eygalières.